# Collige, virgo, rosas
Collige, virgo, rosas és una locució llatina extreta d'un vers del Pseudo-Ausoni o d'en Virgili que significa literalment "Cull, verge, les roses". És una incitació a aprofitar la joventut mentre dura perquè el temps passa i marceix la bellesa, simbolitzada per la rosa. Suposa una variant del tòpic del carpe diem, però centrant-se en un aspecte concret com és la plenitud física. Es relaciona, com aquest, amb el tempus fugit: ja que el temps passa de manera inexorable i arriba la vellesa, emportant-se el millor de l'edat juvenil com és la bellesa que és la porta de l'amor, el que cal fer és aprofitar el moment de màxima esplendor.
Aquest tema ha estat tractat àmpliament en literatura i l'art, basant-se en descripcions (especialment de dones) que acaben amb una exhortació al plaer. Els autors que més l'han usat han estat els poetes renaixentistes i barrocs. Aquests tornaven als models clàssics en lírica i, per tant, prenien com a referència màximes llatines o gregues (com aquesta frase) però aplicades a la seva època; al renaixement es feia èmfasi en la importància de gaudir, amb una mentalitat antropocèntrica contraposada al teocentrisme medieval (que convidava a oblidar-se del cos pecador) i al barroc, en canvi, se subratllava més el pessimisme de la inexorabilitat del pas del temps.